# Campionati europei di ginnastica a squadre 2001
La terza edizione dei Campionati europei di ginnastica a squadre (European Team Gymnastics Championships) si è svolta in Germania, a Riesa, il 19 e 20 maggio 2001.

## Modalità
La gara ha visto una prima fase di qualificazione in cui le 12 nazionali hanno dovuto presentare 12 esercizi (4 per disciplina) da cui è stata desunta una classifica. È seguita una fase preliminare dove hanno gareggiato le prime 8 classificate. Sono poi seguite due semifinali e due finali per l'assegnazione delle medaglie.

## Partecipanti
- Russia
- Ucraina
- Spagna
- Italia

- Bielorussia
- Gran Bretagna
- Germania
- Polonia

- Ungheria
- Rep. Ceca
- Finlandia
- Francia

## Podio
| Edizione | Oro | Punti  | Argento | Punti  | Bronzo | Punti  |
| -------- | --- | ------ | --- | ------ | --- | ------ |
| Squadre  | RussiaNikolai Kryukov Yevgeni Podgorny Elena Zamolodchikova Ludmila Ezhova Alina Kabaeva Irina Tchachina | 65.328 | UcrainaOleksandr Bereš Oleksandr Svitlyčnyj Alona Kvasha Olha Rozshchupkina Anna Bessonova Tamara Yerofeeva | 62.198 | SpagnaVíctor Cano Alejandro Barrenechea Sara Moro Laura Martínez Ruiz Esther Domínguez Almudena Cid Tostado | 61.870 |